# سیارک ۲۱۵۱۳
سیارک ۲۱۵۱۳ (به انگلیسی: 21513 Bethcochran، نامگذاری:1998KM46) بیست و یک هزار و پانصد و سیزدهمین سیارک کشف شده‌است که در ۲۲ مه ۱۹۹۸ کشف شد.
قدر مطلق سیارک برابر ۱۷.۸ است.